# Lacul Dorobanț

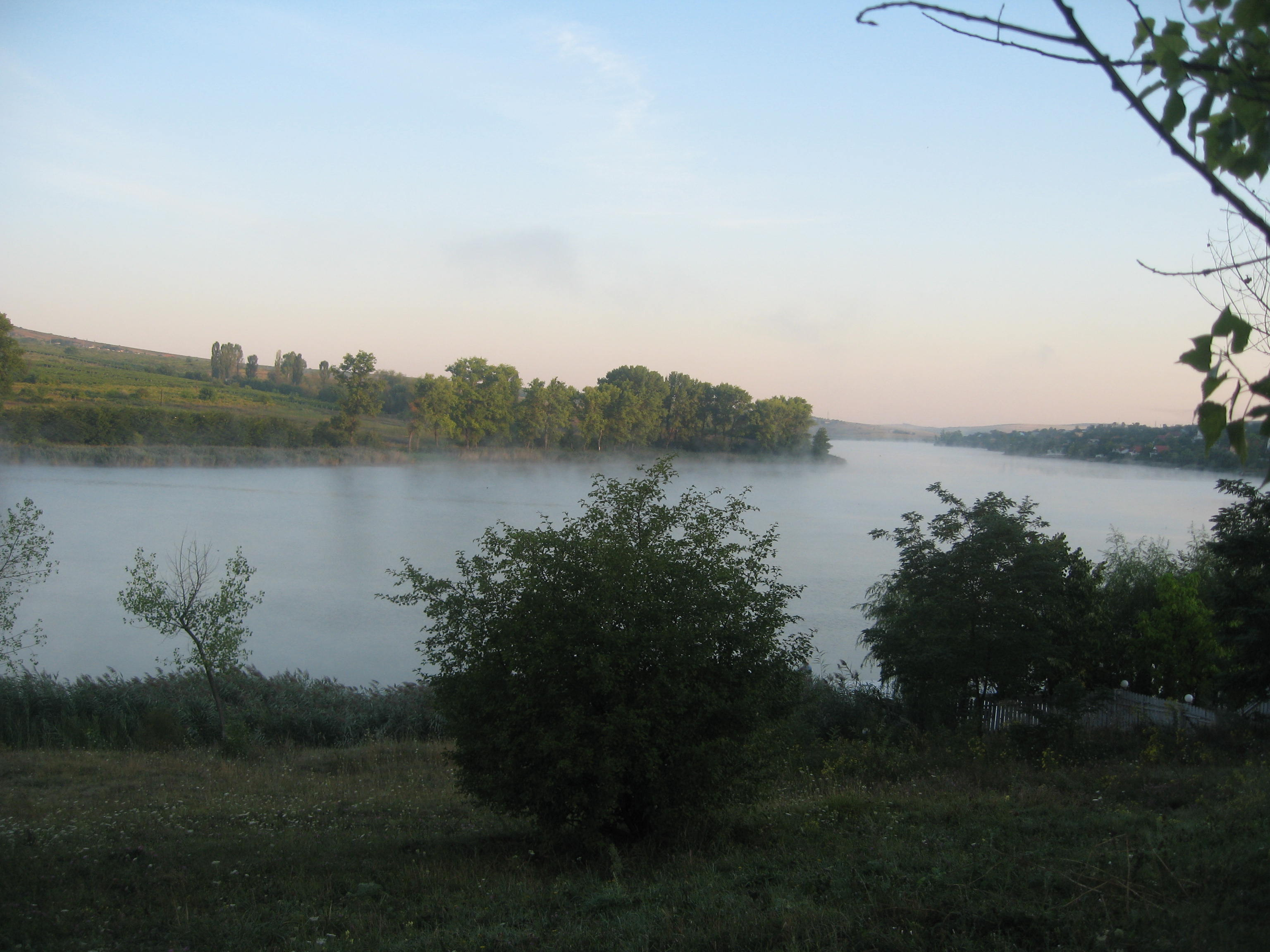
Lacul Dorobanţ

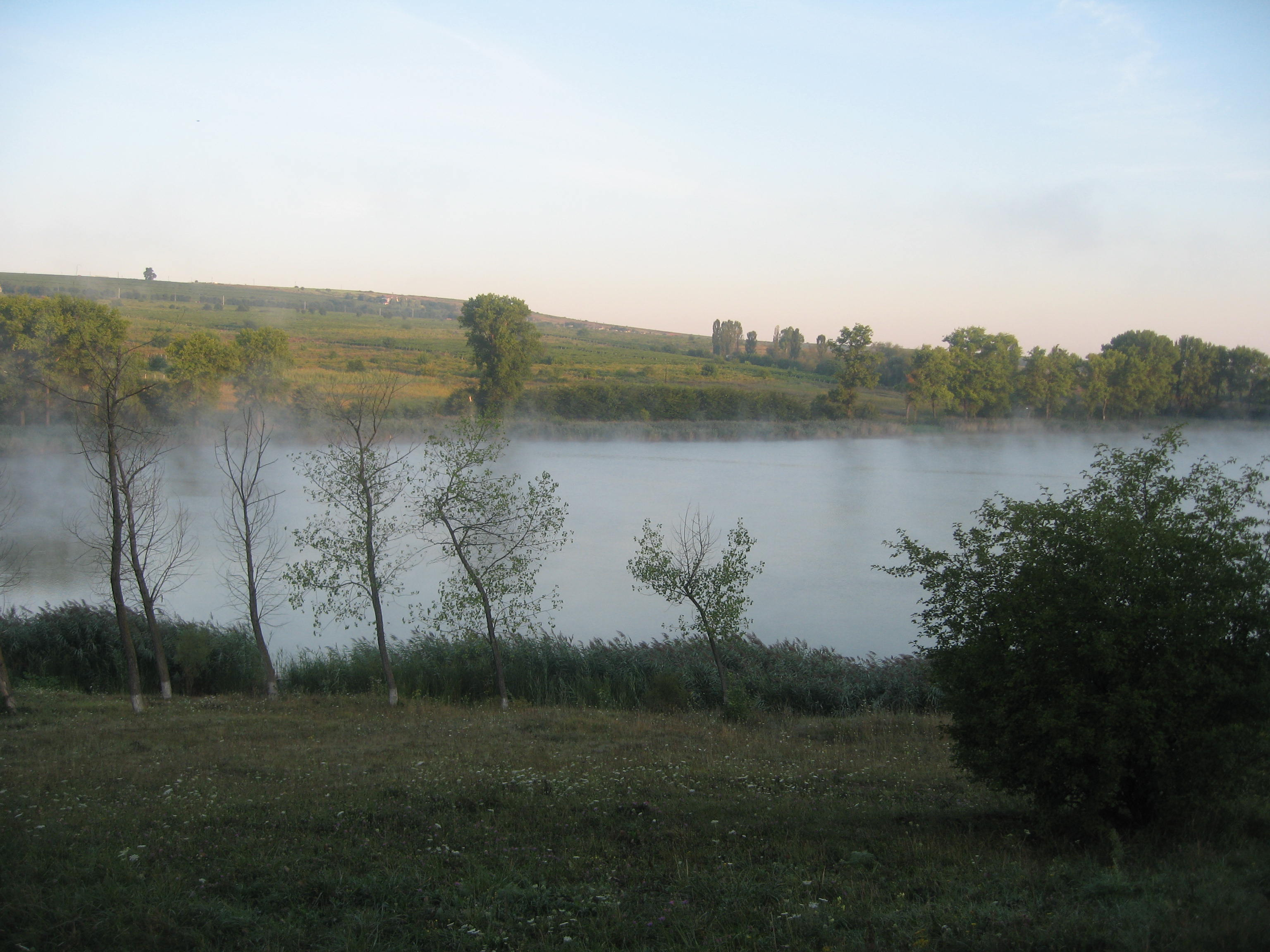
Lacul Dorobanţ

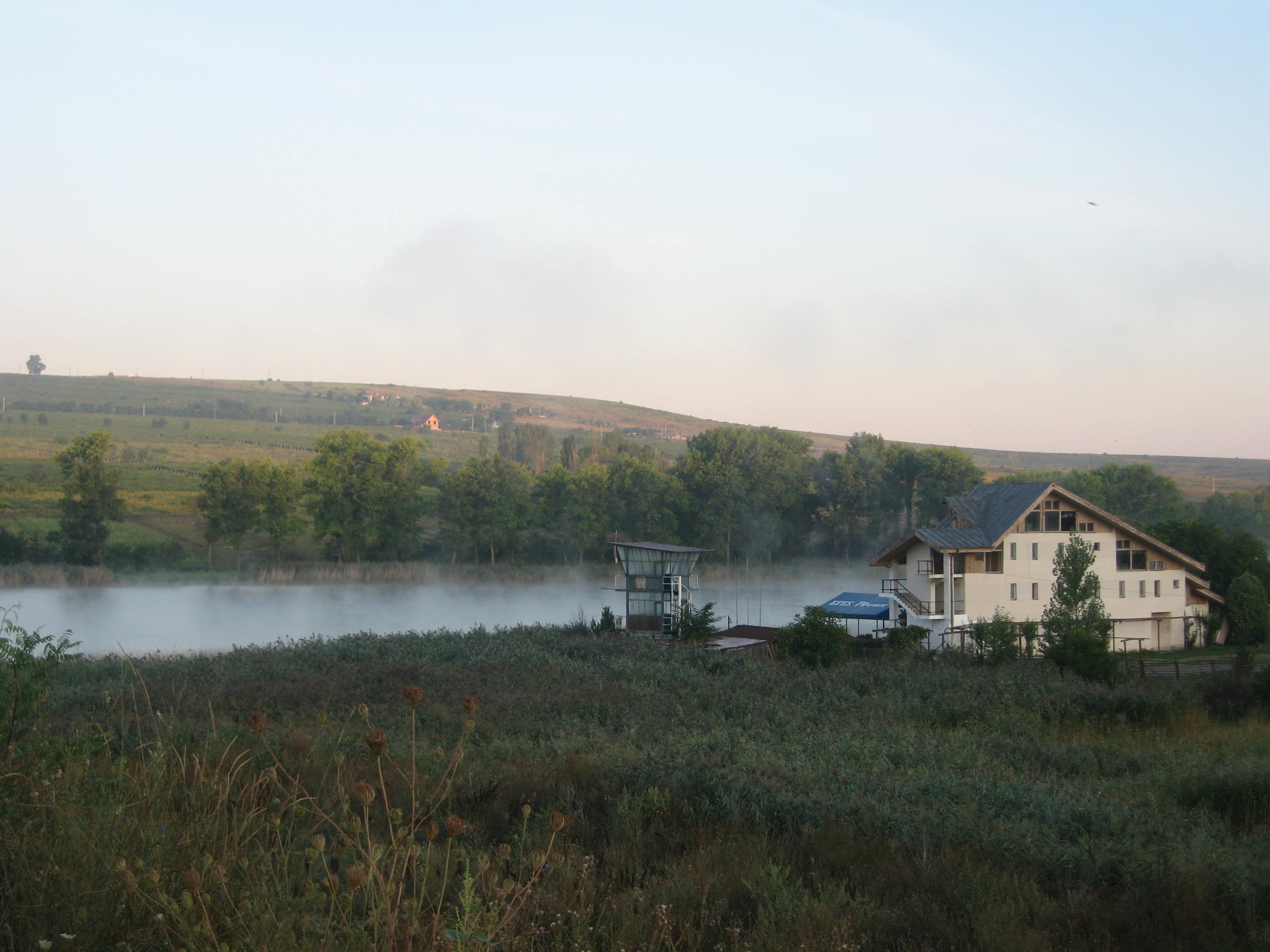
Baza nautică de pe Lacul Dorobanţ

Lacul Dorobanț este un lac de baraj artificial de luncă din Câmpia Moldovei, aflat pe teritoriul satului Dorobanț din comuna Aroneanu, în partea de nord-est a municipiului Iași. Are o suprafață de circa 70 hectare și este construit pe Râul Ciric , fiind alimentat în cea mai mare parte cu ape provenite din precipitații. 
Lacul Dorobant este administrat din 2018 de societatea Enpi Lake Fishing SRL Iași
Lacul este proprietate publică a statului utilizat de Federația Română de Canotaj. Pe lacul Dorobanț este amenajată o bază nautică de canotaj. În primăvara anului 1997, aceasta a fost declarată Centru de pregătire olimpică la canotaj, aici antrenându-se 30 sportivi din lotul național de juniori II. În anul 1998 a fost organizată pe lac Balcaniada de canotaj pentru juniori .